# Music is the Weapon
Music is the Weapon – czwarty album studyjny grupy muzycznej Major Lazer, wydany 23 października 2020 roku przez Mad Decent. Będzie to pierwszy album wyprodukowany wspólnie z DJ-em Ape  Drums, który zastąpił długoletniego członka zespołu Jillionare'a. 26 marca 2021 pojawiło się rozszerzone wydanie albumu wzbogacone o kilka nowych piosenek.

## Lista utworów
1. "Hell and High Water" (feat. Alessia Cara) - 2:25
2. "Sun Comes Up" (feat. Busy Signal & Joeboy) - 2:39
3. "Bam Bam" (feat. French Montana & Beam) - 2:33
4. "Tiny" (feat. Beam & Shenseea) - 3:22
5. "Oh My Gawd" (Mr. Eazi & Major Lazer feat. Nicki Minaj & K4mo) - 3:00
6. "Trigger" (Major Lazer & Khalid) - 2:51
7. "Lay Your Head on Me" (feat. Marcus Mumford) - 3:19
8. "Can't Take It from Me" (feat. Skip Marley) - 2:55
9. "Rave de Favela" (Major Lazer, MC Lan, Anitta feat. Beam) - 2:34
10. "QueLoQue" (feat. Paloma Mami) - 2:45
11. "Jadi Buti" (Major Lazer & Nucleya feat. Rashmeet Kaur)
12. "Que Calor" (feat. J Balvin & El Alfa) - 2:49

Music is the Weapon (Reloaded)
1. "Titans" (feat. Sia & Labrinth) - 3:19
2. "Diplomatico" (feat. Guaynaa) - 2:24
3. "Que Calor" (feat. J Balvin & El Alfa) - 2:49
4. "C'est Cuit" (feat. Aya Nakamura & Swae Lee) - 2:36
5. "Hell and High Water" (feat. Alessia Cara) - 2:25
6. "Pra te Machucar" (Major Lazer & Ludmilla feat. ÀTTØØXXÁ & Suku Ward) - 2:35
7. "QueLoQue" (feat. Paloma Mami) - 2:45
8. "Sun Comes Up" (feat. Busy Signal & Joeboy) - 2:39
9. "Bam Bam" (feat. French Montana & Beam) - 2:33
10. "Tiny" (feat. Beam & Shenseea) - 3:22
11. "Oh My Gawd" (Mr. Eazi & Major Lazer feat. Nicki Minaj & K4mo) - 3:00
12. "Hands Up" (feat. Moonchild Sanelly & Morena Leraba) - 3:14
13. "Trigger" (Major Lazer & Khalid) - 2:51
14. "Lay Your Head on Me" (feat. Marcus Mumford) - 3:19
15. "Can't Take It from Me" (feat. Skip Marley) - 2:55
16. "Rave de Favela" (Major Lazer, MC Lan, Anitta feat. Beam) - 2:34
17. "Jadi Buti" (Major Lazer & Nucleya feat. Rashmeet Kaur)